# Philipp Holl
Philipp Holl (* 15. August 1879 in Hömberg (bei Nassau); † 6. Dezember 1967 in Wiesbaden) war Bürgermeister von Wiesbaden.
Nach dem Besuch der Volksschulen Hömberg und Wiesbaden absolvierte Holl 1893–1896 eine Lehre als Maler und Lackierer und war dann – unterbrochen vom Militärdienst – Geselle bei verschiedenen Unternehmen. 1904 übernahm er vertretungsweise, 1905 fest die Stelle des Sekretärs des Verbands der Maler, Lackierer, Tüncher usw. für Wiesbaden und Umgegend, die er bis 1921 innehatte. Am Ersten Weltkrieg nahm Holl als Sanitäter teil, seit November 1915 leitete er die Fürsorgestelle für Kriegsbeschädigte des Roten Kreuzes in Wiesbaden und fungierte dann bis 1930 als Leiter der nunmehr städtischen Fürsorgestelle für Kriegsbeschädigte und -hinterbliebene, zuletzt als Verwaltungsamtmann. Nachdem er bereits seit 1919 für die SPD ehrenamtlich im Wiesbadener Magistrat tätig gewesen war, wurde er 1930 zum besoldeten Stadtrat ernannt, als solcher am 9. März 1933 auf Grund des Gesetzes zur Wiederherstellung des Berufsbeamtentums entlassen und am 21. April 1945 wieder in das Amt berufen, nachdem er zwischenzeitlich unter den Nationalsozialisten 1944 in Haft gesetzt worden war. Vom 24. Juli 1945 bis zum 13. Juli 1948 war Philipp Holl Erster Beigeordneter (Bürgermeister) von Wiesbaden.

## Ehrungen
Im Ortsbezirk Wiesbaden-Rheingauviertel ist die Philipp-Holl-Straße nach ihm benannt.